# 贾格塔杰
贾格塔杰（Jagtaj），是印度西孟加拉邦Murshidabad县的一个城镇。总人口9406（2001年）。

## 人口
该地2001年总人口9406人，其中男性4707人，女性4699人；0—6岁人口1776人，其中男909人，女867人；识字率36.89%，其中男性为44.66%，女性为29.11%。